# Spencer Ross
Spencer Ross (* 4. Juli 1981 in Chesapeake, Virginia) ist ein ehemaliger US-amerikanischer Basketballspieler.

## Laufbahn
Der 1,81 m große und 83 kg schwere Point Guard spielte in seinem Heimatland an der Queens University of Charlotte. Dort spielte er von 2002 bis 2004 und erzielte in 62 Einsätzen einen Punkteschnitt von 22,6 pro Begegnung. Von der Zeitung Basketball Times wurde er als Spieler des Jahres der Saison 2003/04 in der zweiten NCAA-Division ausgezeichnet. Er wechselte 2004 als Berufsbasketballspieler zu ES Chalon-sur-Saône in die erste Liga Frankreichs (Pro A), um sich 2005 Horsens IC in Dänemark anzuschließen, mit dem er 2006 den Meistertitel errang, auf dem Weg zum Titel im Durchschnitt 25,5 Punkte pro Begegnung erzielte und vom Basketballdienst eurobasket.com zum besten Aufbauspieler der Saison 2005/06 in der dänischen Liga gekürt wurde.
Zur Saison 2006/07 wechselte er in die Basketball-Bundesliga zu TBB Trier, wo sein Vertrag aber bereits im Oktober 2006 wieder aufgelöst wurde. Er hatte in fünf Bundesliga-Einsätzen im Schnitt 3,4 Punkte pro Partie für Trier erzielt.
Ab August 2007 spielte Spencer Ross wieder bei Horsens IC in Dänemark. Im Spieljahr 2008/2009 bestritt er aufgrund einer Knieoperation nur acht Ligapartien. In der Frühjahrssaison 2009 stand der Spielmacher in Diensten von Grand Rapids Flight in der US-Liga IBL. Im Vorfeld des Spieljahres 2009/10 wurde er vom dänischen Erstligisten Aabyhøj IF verpflichtet, Ende August 2009 wurde der Vertrag aufgrund anhaltender Knieprobleme aufgelöst, Ross hatte bis dahin kein Pflichtspiel für die dänische Mannschaft bestritten.